# 松本奎堂
松本 奎堂（まつもと けいどう、天保2年12月7日（1832年1月9日） - 文久3年9月25日（1863年11月6日））は、三河国出身の幕末の志士。通称謙三郎、名は孟成、衡。字は士権。奎堂は号。別の号に嬬川、洞仏子がある。
三河国刈谷藩士の子に生まれ、江戸の昌平坂学問所で学び俊才として知られた。強い尊王の志を持ち、脱藩して私塾を開いて尊攘派志士と交わった。文久3年（1863年）には天誅組を結成して大和国で挙兵し、吉村寅太郎（土佐脱藩）、藤本鉄石（岡山脱藩）とともに三総裁の一人となったが、八月十八日の政変後に孤立した天誅組は幕府軍の攻撃を受けて敗退し、9月25日には松本も戦死した（天誅組の変）。

## 生涯

### 青年期

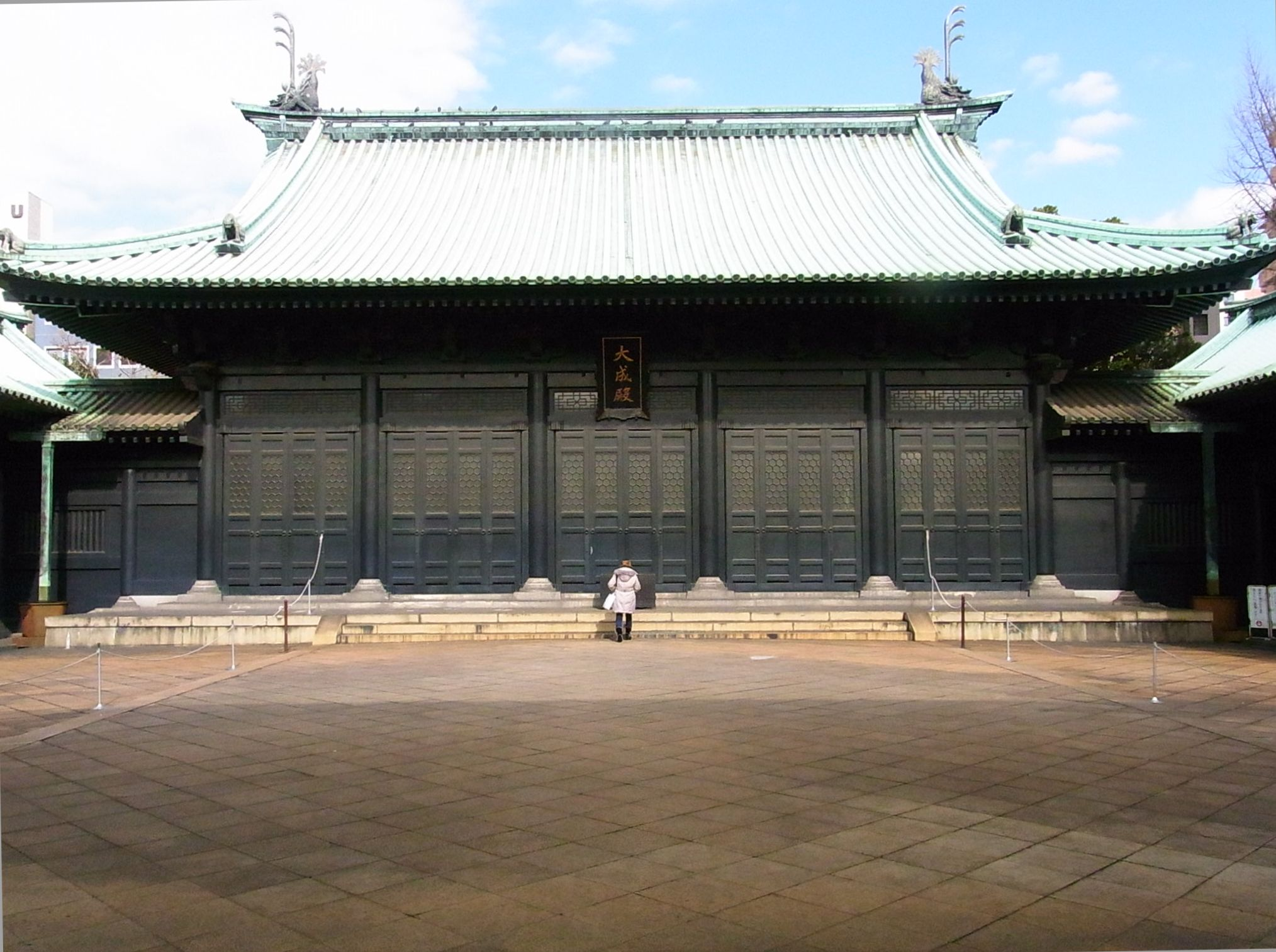
昌平坂学問所

天保2年12月7日（1832年1月9日）、三河国刈谷（現・愛知県刈谷市）に刈谷藩士松本印南惟成の二男として生まれた。幼い頃から学を好み、10歳にして詩文を作り、神童と称えられた。秀才であったが、三味線や胡弓を奏で、美声の持ち主で歌も上手な芸達者だった。18歳の時に槍術の稽古中に左眼を失明したが、平然としていた。
初め尾張国沓掛村（現・愛知県豊明市）の伊藤両村に師事した。嘉永5年（1852年）には刈谷藩より選ばれて江戸の昌平坂学問所に学んだ。昌平坂学問所の舎長（塾頭）となり、刈谷藩江戸藩邸の教授兼侍読に任じられたが、過激な言論のために禁固されている。
松本の出身地である三河国刈谷は徳川家に縁があった。藩主の土井氏は譜代大名であり、幕府創業の功を誇る藩風であったが、松本は早くから尊王の志が高かった。徳川家を称賛することを恥とし、久能山東照宮廟を訪れたときに徳川家康の狡猾さを憎み、志を得た暁には墓を暴き骨を鞭打ってやると罵り、居合わせた人々は彼を狂人だと言い合ったという話が伝わる。譜代藩出身で昌平坂学問所で舎長まで勤めた秀才であり、体制側に身をおけば将来は安泰であったところが、他の志士の経歴と比べて異質である。当時もっとも先鋭的な志士の一人であった。

### 脱藩後
安政2年（1855年）には再び昌平坂学問所で学んだが、勤皇思想の正当性を確信した彼は職を辞して脱藩し、名古屋や大坂に出て私塾を開いた。名古屋での塾生に織田完之がいる。松本は四国の博徒の大親分、日柳燕石とは大変懇意であったし、私塾にはいつも何人もの博徒がいたりもした。非常な教養人であったが、型破りな人物でもあった。頼三樹三郎や梅田雲浜らと親しく、安政の大獄の時、彼らと共に要注意人物に挙げられていたが、生き延び、次第に勤皇志士の中で重きをなすようになっていった。万延元年（1860年）大坂で松林飯山、岡鹿門（岡千仞）と3人で雙松岡塾（そうしょうこうじゅく）を開いたが、京都所司代から問題視されたことで、塾は6か月で閉鎖された。
文久2年（1862年）に京都に上り、薩摩藩国父島津久光の率兵上京を期した平野国臣（福岡脱藩）や吉村虎太郎（土佐脱藩）らによる浪士の挙兵計画（伏見義挙）に参加したが、寺田屋騒動で薩摩藩の過激派は粛清され、主だった浪士たちも捕縛されてしまった。この時、浪士の中には青蓮院宮（中川宮）を奉じて比叡山に籠ろうという議論があったが、松本は大和国十津川の険に拠ることを主張したという。後年の天誅組の挙兵で、松本はこの案を実行している。
松本は淡路島へ逃れ、同地の勤皇派大地主古東領左衛門や河内国の勤皇派大地主水郡善之祐とも親し交わった。後に彼らは天誅組のために莫大な私財をなげうつこととなった。

### 天誅組の挙兵

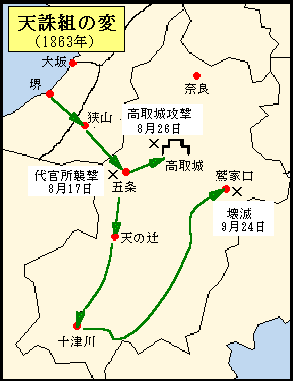
天誅組の挙兵進路

文久3年（1863年）5月、長州藩は外国船への砲撃を行い攘夷を決行したが、6月には米仏艦隊の反撃にあって敗北した（下関戦争）。松本は吉村らと長州へ赴くと、高杉晋作と国事を論じて藩主毛利敬親に謁見した。
8月13日、孝明天皇の大和行幸の詔が下った。松本は吉村や藤本鉄石（岡山脱藩）と議して、行幸の先駆けとして大和国で挙兵することを決めた。前侍従の中山忠光を擁して、39人の浪士が京都を出立して大和国に向かった。8月17日に五條天領に入り、五條代官所を襲撃して代官である鈴木正信（源内）の首を刎ねて兵を挙げた。
挙兵した浪士たちは天誅組と呼ばれるようになった。天誅組は自らを「御政府」と称し、五条を「天朝直轄地」とし、年貢半減などの触書を出した。中山を主将とする職制を定め、松本は吉村、藤本とともに三総裁の一人となった。松本の教養と文章力は天誅組の中で随一であり、趣意書、軍令書、布告など、天誅組が公にした文書はほとんどが松本の手によるものとされる。
8月17日の天誅組の挙兵の直後、8月18日には八月十八日の政変が起き、京都の政情は一変した。攘夷派の公卿は失脚し、大和行幸は偽勅とされたことで、天誅組は逆賊として孤立した。
天誅組は十津川郷士1000人余を募って高取城を攻撃するが失敗した。9月に入ると周辺諸藩の大軍が幕府軍として動員され、天誅組は善戦するも各地で敗退した。十津川郷士が離反するに及び、中山は兵の解散を命じ、残党は脱出すべく山中の難路を彷徨った。松本は窮状から右目の視力が低下し、左目と合わせて盲目となっていた。吉村も負傷して歩行困難になり、天誅組の一行から脱落している。
9月24日、天誅組残党は鷲家口（奈良県東吉野村）で紀州・彦根藩兵に捕捉されて壊滅した。主将の中山は吉野を脱出するが、他の浪士は大半が戦死するか捕縛された。失明していた松本は混乱の中で一行とはぐれ、25日に紀州藩兵に銃殺された。松本の死因は自刃とされることもある。享年33。3総裁の中では藤本のみが五体満足で脱出していたが、25日には鷲家口に引き返して紀州藩本陣に突撃し、壮絶な戦死を遂げた。10月になると、同じく鷲家で無念の最期を遂げた吉村、藤本ら12名の同志の首と共に、松本の首が京都の粟田口に晒された。辞世の歌は「君が為め 命死にきと 世の人に 語りつきてよ 峰の松風」。法名は天誅院殿忠誉義烈奎堂居士。

### 顕彰運動

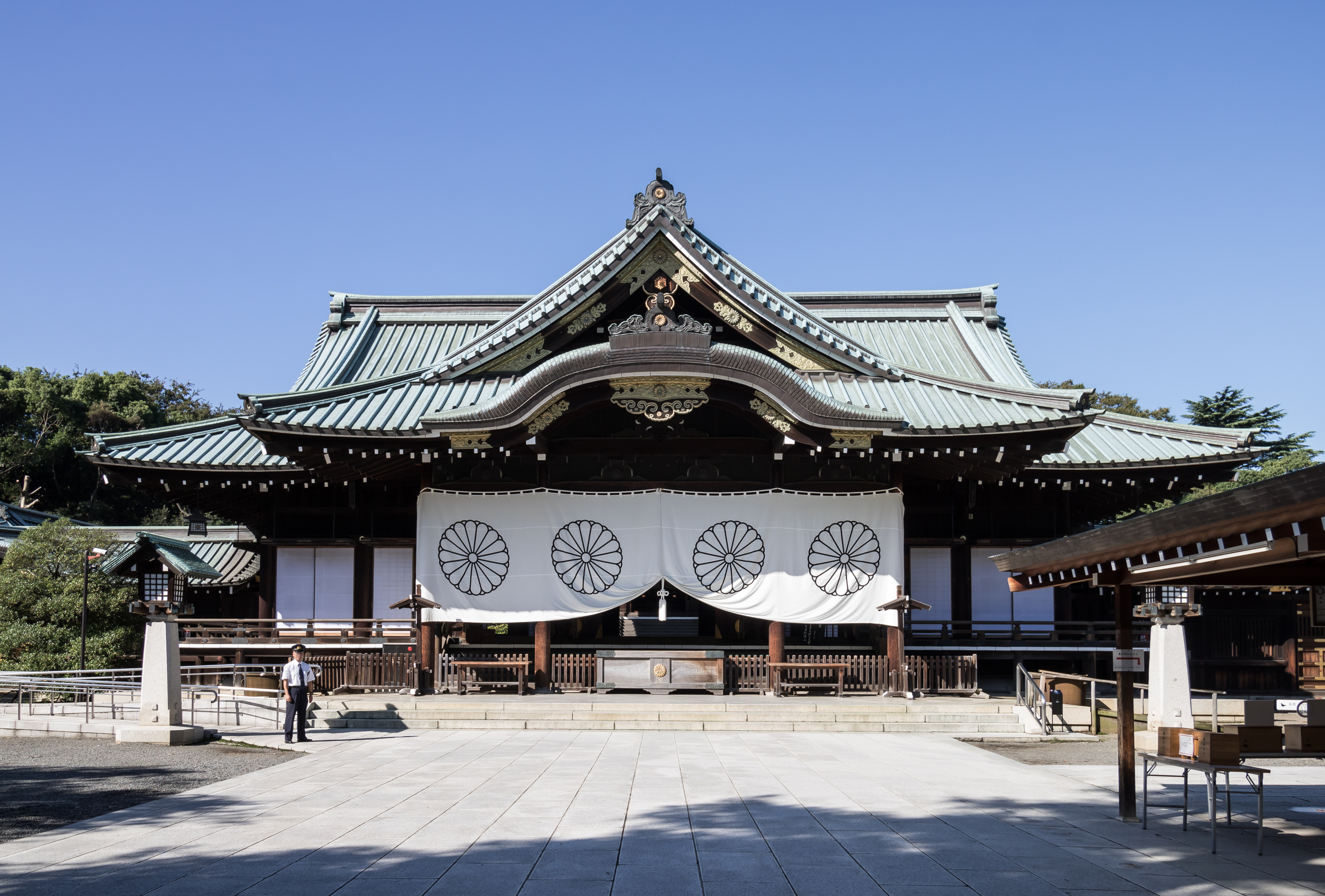
靖国神社

1883年（明治16年）3月23日、松本の門人や元刈谷藩家老の大野定らによって、松本の没後二十年祭が催された。1891年（明治24年）11月6日に靖国神社例大祭が催された際、全国の維新前後殉難者1272人のひとりとして靖国神社に合祀された。また、内閣総理大臣の松方正義は維新に関係した勤王の士128人への贈位を明治天皇に仰ぎ、同年12月17日には松本に従四位が追贈された。
1892年（明治25年）頃には門人によって建碑運動が起こったが、建碑場所や撰文をめぐる織田完之と浅井謹の確執によって頓挫した。1896年（明治29年）頃には旧刈谷藩士によって建碑運動が再燃し、1899年（明治32年）には知立警察署に碑の建立が認可された。1910年（明治43年）4月8日、碧海郡刈谷町の旧宅跡で「松本奎堂碑」建碑竣工式が催された。
1916年（大正5年）に碧海郡教育会によって発行された『碧海郡史』には松本の功績も掲載された。1917年（大正6年）に亀城尋常高等小学校の校歌が制定された際には、「維新の志士に魁けて 起ちし三河の独眼竜」という歌詞が盛り込まれた。1922年（大正11年）10月28日、刈谷士族会によって亀城尋常高等小学校で松本没後六十年祭が開催された。
1928年（昭和3年）6月、十念寺の土井家廟前に松本の墓碑「松本奎堂之墓」が建てられた。諱（いみな）は天誅院殿忠誉義烈奎堂居士。1943年（昭和18年）9月25日、愛知県教育会・愛知師範同窓会・刈谷町によって亀城公園に松本の辞世の句碑が建てられた。

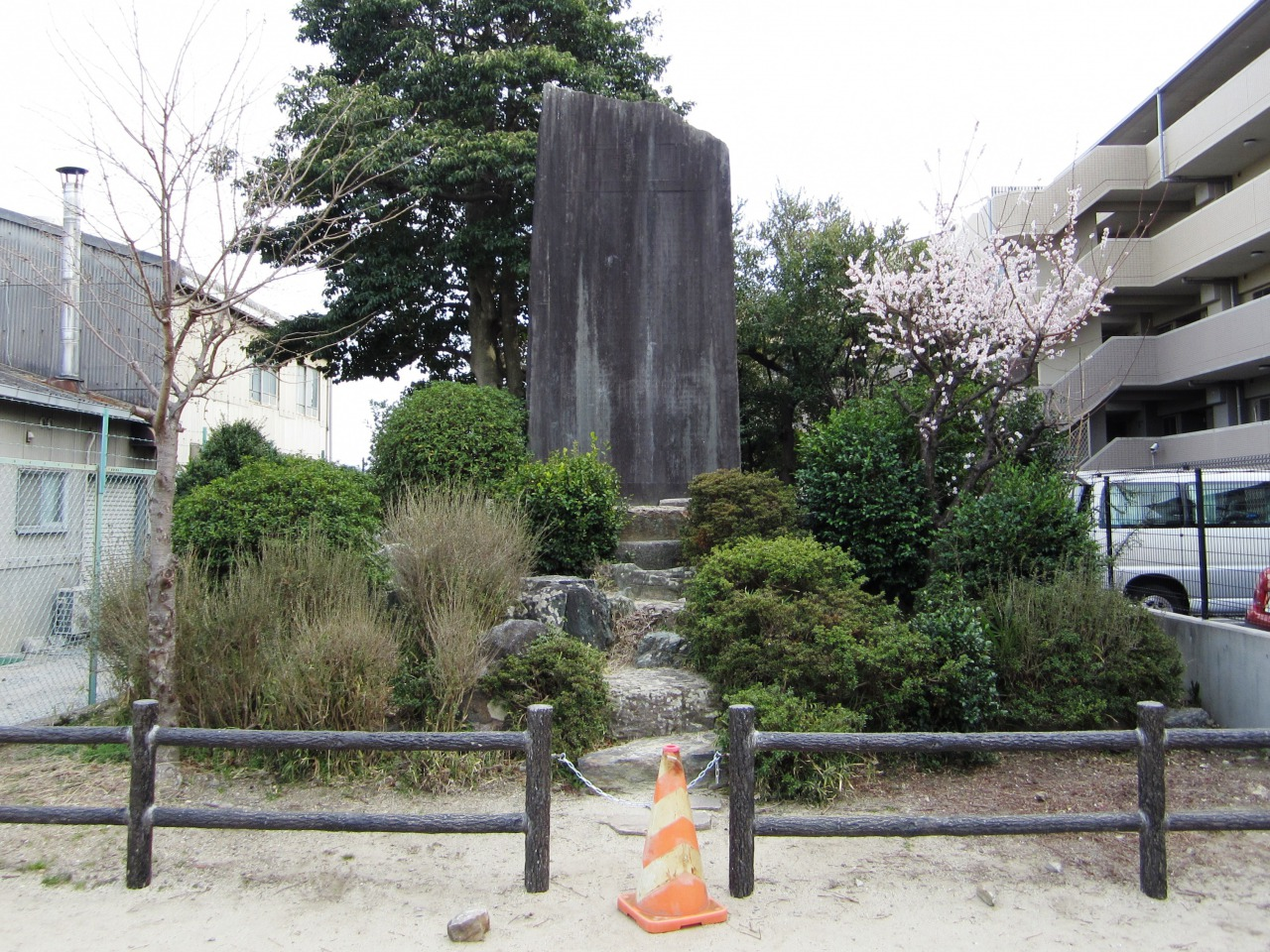
旧屋敷跡の「松本奎堂碑」（愛知県刈谷市）
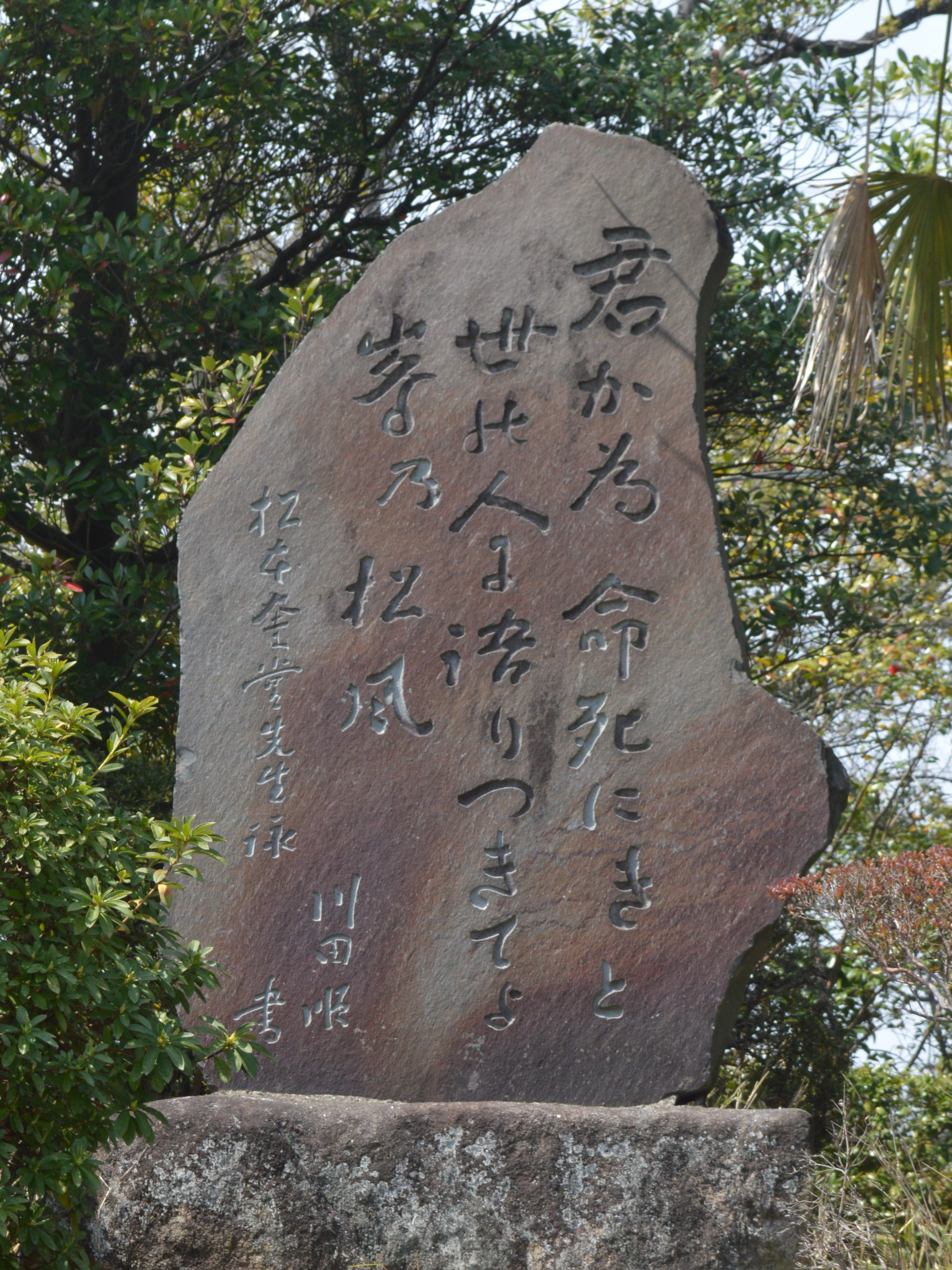
亀城公園の「松本奎堂碑」（愛知県刈谷市）
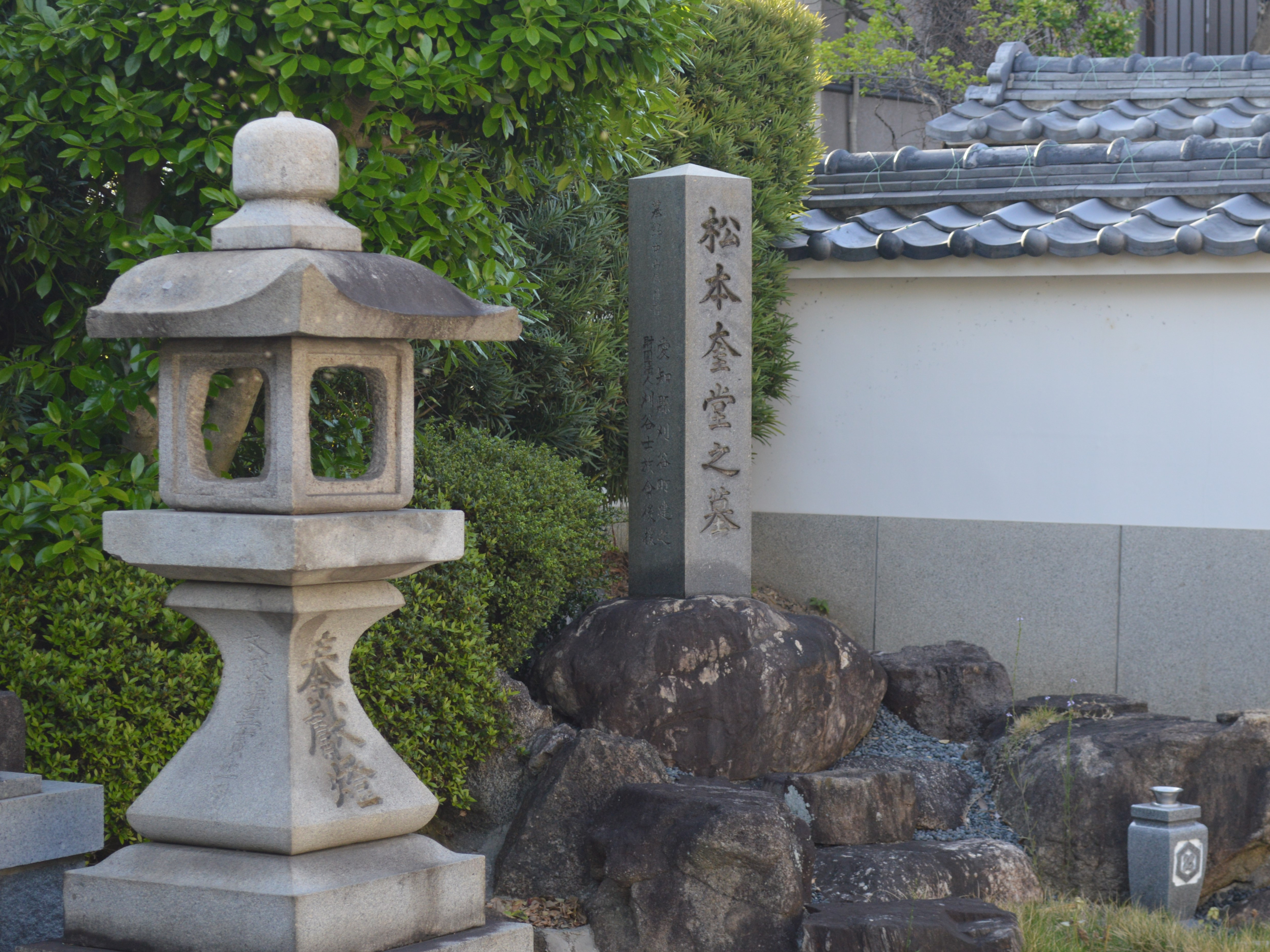
十念寺の「松本奎堂之墓」（愛知県刈谷市）